# Turquie aux Jeux mondiaux de 2017
Cet article contient des informations sur la participation et les résultats de la Turquie aux Jeux mondiaux de 2017 à Wrocław en Pologne.

## Médailles

### Or
| Sport                                | Discipline    | Sportifs      |
| Médaille d'or : 1 (+1 démonstration) |               |               |
| Muay-thaï                            | Hommes -81 kg | Ali Dogan     |
| Kick-boxing                          | Hommes +91 kg | Hamdi Saygili |

### Argent
| Sport                                    | Discipline   | Sportifs         |
| Médaille d'argent : 0 (+1 démonstration) |              |                  |
| Kick-boxing                              | Femmes 56 kg | Seda Duygu Aygün |

### Bronze
| Sport                   | Discipline             | Sportifs      |
| Médailles de bronze : 3 |                        |               |
| Karaté                  | Femmes - Kumite -50 kg | Serap Özçelik |
| Karaté                  | Hommes - Kumite -84 kg | Uğur Aktaş    |
| Muay-thaï               | Femmes -54 kg          | Meltem Bas    |